# Nick Moody
Nick Moody (Wyncote, 29 gennaio 1990) è un giocatore di football americano statunitense che gioca nel ruolo di linebacker per i Seattle Seahawks della National Football League (NFL). Fu scelto nel corso del sesto giro (180º assoluto) del Draft NFL 2013 dai San Francisco 49ers. Al college ha giocato a football all’Università statale della Florida.

## Carriera professionistica

### San Francisco 49ers
Moody fu scelto nel corso del sesto giro del Draft 2013 dai San Francisco 49ers. Debuttò come professionista nella vittoria della settimana 1 contro i Green Bay Packers. Tornò a vedere il campo solamente nella settimana 12 contro i Washington Redskins quando mise a segno i suoi primi due tackle nella vittoria nel Monday Night Football. La sua stagione da rookie si concluse con 4 presenze e 4 tackle. Nella successiva, complici gli infortuni dei linebacker Patrick Willis e NaVorro Bowman trovò maggior spazio, disputando tutte le 16 partite (2 come titolare) con 21 tackle. Il 5 settembre 2015 fu svincolato.

### Seattle Seahawks
Una settimana dopo, Moody firmò con la squadra di allenamento dei Seattle Seahawks, venendo promosso nel roster attivo il 14 ottobre. Il 24 novembre fu inserito in lista infortunati.

## Statistiche
| Partite totali      | 23 |
| Partite da titolare | 2  |
| Tackle              | 25 |
| Sack                | 0  |
| Intercetti          | 0  |

Statistiche aggiornate alla stagione 2015